# ورا ایلینا
ورا ایلینا (روسی: Вера Серге́евна Ильина؛ زادهٔ ۲۰ فوریه ۱۹۷۴) شیرجه‌رو اهل روسیه بود.
وی در مسابقات کشوری و بین‌المللی در مجموع برندهٔ ۴ مدال طلا، ۶ مدال نقره، ۱ مدال برنز شده‌است.